# Rhizomyinae
Sous-famille
Synonymes
- Rhizomyidae Miller & Gidley, 1918[1]
- Rhizomyinae Thomas, 1896[1]
- Rhizomyini Winge, 1887[1]

Rhizomyinae est une sous-famille de rongeurs appartenant à la famille des Spalacidés.

## Liste des genres
Selon BioLib (23 juin 2019) :
- genre Cannomys Thomas, 1915
- genre Rhizomys Gray, 1831
- genre Tachyoryctes Rüppell, 1835